# Cristian Devenish
Cristian Castro Devenish (Barranquilla, 25 gennaio 2001) è un calciatore colombiano, difensore dell'AVS.

## Caratteristiche tecniche
È un difensore centrale.

## Carriera
Cresciuto nel settore giovanile dell'Atlético Nacional, nel 2019 è stato ceduto in prestito al Vizela, con cui ha giocato una stagione nelle giovanili riuscendo comunque a debuttare, e segnare, nella Taça de Portugal in occasione dell'incontro del secondo turno vinto per 6-1 contro il Fontinhas. Il 27 agosto 2020 è stato ceduto al Boavista fino al termine della stagione.

## Statistiche
Statistiche aggiornate al 16 agosto 2022.

### Presenze e reti nei club
| Stagione        | Squadra         | Campionato      | Campionato | Campionato | Coppe nazionali | Coppe nazionali | Coppe nazionali | Coppe continentali | Coppe continentali | Coppe continentali | Altre coppe | Altre coppe | Altre coppe | Totale | Totale | Totale |
| Stagione        | Squadra         | Comp            | Pres       | Reti       | Comp            | Pres            | Reti            | Comp               | Pres               | Reti               | Comp        | Pres        | Reti        | Pres   | Reti   |        |
| --------------- | --------------- | --------------- | ---------- | ---------- | --------------- | --------------- | --------------- | ------------------ | ------------------ | ------------------ | ----------- | ----------- | ----------- | ------ | ------ | ------ |
| 2019-2020       | Vizela          | CdP             | 0          | 0          | CP              | 1               | 1               |                    | -                  | -                  |             | -           | -           | 1      | 1      |        |
| 2020-2021       | Boavista        | PL              | 27         | 1          | CP              | 2               | 0               |                    | -                  | -                  |             | -           | -           | 29     | 1      |        |
| Totale carriera | Totale carriera | Totale carriera | 27         | 1          |                 | 3               | 1               |                    | -                  | -                  |             | -           | -           | 30     | 2      |        |

## Palmarès

### Club

#### Competizioni nazionali
- Campionato colombiano: 1

Atlético Nacional: 2022 (Apertura)
- Copa Colombia: 1

Atlético Nacional: 2023
- Súper Liga: 1

Atlético Nacional: 2023